# João Estaço
João Estaço  (Angra do Heroísmo, c. 1500 — Valhadolide, Espanha, 4 de abril de 1553) foi um frade eremita da Ordem de Santo Agostinho, discípulo de São Tomás de Vilanova, bispo eleito do bispado de Puebla de los Angeles, sufragâneo do bispado do México.

## Genealogia
Segundo os historiadores , Dom João provinha de uma família cujo apelido era Estaço e provavelmente de origens hebraicas.
Álvaro Pires Estaço, um dos primeiros povoadores dos Açores terá sido também o iniciador desta família nos alvores do século XV. Foi vereador da Câmara Municipal de Angra do Heroísmo em 1542 e casado com D. Aldonça Martins, que já se encontrava falecida em 15 de Junho de 1571, tendo feito testamento a favor do seu filho, Gaspar Estaco instituindo vínculos perpétuos. 
D. Aldonça Martins foi sepultada na Igreja de São Salvador de Angra do Heroísmo.
Ao longo dos anos a família Estaco ou Estácios, como também aparece escrito, deu origem a quatro ramos com varonia. O primeiro e primogénito, foi Gaspar Estaco, que exerceu o cargo de Juiz ordinário em Angra, (actual Angra do Heroísmo) e esteve ao serviço de Filipe II de Espanha, para obter a dotação da viúva Antónia Vaz Chama, com um pagamento anual que foi uma tença 45$000 réis (moeda da altura) e três moios de trigo.
O segundo filho foi João Estaço. Mais tarde, nasceram ainda duas filhas neste casamento: D. Inês ou Beatriz Estaço e D. Filipa Estaço.

## Biografia
Nasceu na então vila de Angra da ilha Terceira, filho de Álvaro Peres Estaço e de sua esposa Aldonça Martins.
Foram os progenitores de João Estaco quem o mandaram estudar para a Universidade de Salamanca, Espanha, depois de este ter frequentado os primeiros estudos em Portugal. Foi em Salamanca que tirou o grau de Mestre e Lente, e foi regente de cadeira. Foi ainda em Salamanca que decidiu seguir a vida religiosa, e assim abandonando a Universidade e os títulos académicos seguiu na religião como religioso eremita da Congregação de São Agostinho no Convento da mesma Ordem, em Salamanca, onde professou, corria o ano de 1520. Foi discípulo de São Tomás de Vila Nova.
Não se sabe se terão sido as doutrinas e os exemplos de São Tomás de Vila Nova que fizeram mudar a vida de João Estaço. No entanto, e segundo o padre António Cordeiro afirma:  «… em cujo exemplo e doutrina tanto se aumentou nele o desejo de converter (…) que se fez embarcar para as (…) índias de Castela a converter (almas) …».
A partida para o México, para onde a sua Ordem o enviou com destino à tribo de Huaxteca, ocorreu em 1539, e onde apesar das vicissitudes clima, converteu e baptizou nos primeiros cinco anos muitos milhares de almas, a que se atribui o grande número de 200 000 nativos.
Uma tal devoção e vontade missionaria contribuiu para que, em 1545, fosse nomeado vigário provincial do México, cargo esse que o ocupou em actividades de pregação entre os povos nativos. Falava a língua nativa de forma fluente o que muito facilitava o seu contacto com os indígenas. 
Depois de terminar o período e 4 anos que lhe tinha sido imposto em Huaxteca e fundando o Convento de Hue jutia, o Convento de Puebla e o Convento de Tepecuacuileo, e já em 1550, sendo, na altura 1.° vice-rei do México Dom António de Mendonça, foi assistente no Governo, seu conselheiro e confessor pelo longo período de doze anos. 
Quando a sua Ordem se estabeleceu nos territórios do México, foi provincial da mesma, cabendo-lhe, o Governo Eclesiástico daquele vasto bispado. 
Em 1552 ou princípios de 1553 voltou a Espanha, onde o rei Filipe II contestando a sua vontade de eremita o nomeou bispo da Puebla de los Angeles, altura desocupada, dado o óbito de Dom Paulo de Talaveira. No entanto não chegou a tomar posse deste cargo pois faleceu antes de realizar o acto.
Foi tido como um religioso de grandes virtudes, que impunha a si próprio uma vida austera e com disciplina. Fazia jejuns, o dormia no chão em vez de numa cama, os cilícios, as penitências, o andar sempre a pé, a pobreza, marcaram a sua maneira de ser. 
Os membros da ordem a que pertencia chamam-lhe Beato João Estaco, embora o Vaticano nunca tenha feito a necessária confirmação. 
Ingressou na Ordem de Santo Agostinho, concluindo o noviciado e recebendo o hábito no convento daquela ordem em Salamanca, cidade onde estudava no ano de 1520 e foi discípulo de frei Tomás García Martínez, frade agostiniano que depois seria conhecido como São Tomás de Vilanova.
No ano de 1539 obteve o grau de mestre em Teologia na Universidade de Salamanca, sendo de seguida enviado como missionário para as Índias Ocidentais, então recém-conquistadas. Em 1545 foi nomeado vigário provincial da Província Religiosa do México e confessor de D. Antonio de Mendoza, conde de Tendilla, então o primeiro vice-rei da Nova Espanha, ficando encarregue do governo eclesiástico da Nova Espanha. No seguimento da política de conversão forçada dos povos ameríndios do México, dedicou-se à «reforma» dos costumes indígenas.
Em 1552 regressou a Espanha, sendo eleito pelo rei Carlos I de Espanha como bispo de Puebla de los Ángeles, sufragânea do bispado do México. Faleceu em Espanha a 4 de Abril de 1553 sem tomar posse da sua diocese. Foi autor de umas constituições destinadas a regular o governo da sua diocese.